# Stefania Okaka
Stefania Okaka (Castiglione del Lago, 9 agosto 1989) è un'ex pallavolista italiana, nel ruolo di schiacciatrice.

## Biografia
Sorella gemella del calciatore professionista Stefano Okaka esordisce nel 2002 nella squadra del Trasimeno. L'anno successivo passa al Vicenza Volley in B2 e, dopo una sola stagione, si trasferisce al Club Italia; nel 2006, con la nazionale under 19, vince la medaglia d'oro al campionato europeo. Nella stagione 2007-08 esordisce da professionista in A2 con la maglia della Roma Pallavolo, mentre la stagione successiva è A1 alla Futura Volley Busto Arsizio, con cui resta per due annate, vincendo una Coppa CEV; tuttavia resta ferma per un lungo periodo a causa di un infortunio al ginocchio sinistro.
Nella stagione 2010-11 passa al Florens Volley Castellana Grotte; al termine della stagione ottiene la prima convocazione nella nazionale italiana maggiore. Nella stagione 2011-12, viene ingaggiata dal Parma Volley Girls; tuttavia a causa di un infortunio al ginocchio è costretta a saltare quasi completamente tutta l'annata. Nella stagione 2012-13 passa alla neo-promossa Crema Volley, con cui gioca fino a gennaio, quando la società decide di ritirarsi dal campionato.
Nella stagione 2013-14 passa al club finlandese del Hämeenlinnan Pallokerho Naiset, anche se a seguito di un infortunio non scenderà mai in campo, rescindendo il contratto nel mese di dicembre per completare la riabilitazione. Dopo un breve periodo di inattività, torna in campo per il campionato 2014-15 vestendo la maglia della Golem Volley di Palmi, in Serie B1.
Nell'annata 2015-16 è in Francia, ingaggiata dal Béziers Volley, formazione militante in Ligue A, in cui chiuse la carriera alla fine della stagione successiva a seguito del suo ennesimo infortunio.

## Palmarès
- Coppa CEV: 1

2009-10